# Ebenweihtag
Die Bezeichnung Ebenweihtag ist ein Name, der im Mittelalter und bis in das 19. Jahrhundert im Alpenraum für den achten Tag (den Oktavtag) nach Weihnachten verwendet wurde. Andere Formen dieses Namens sind Ebenweichtag, Ebenwihetag, Ebwichtag, Ewigtag, Ewitag, Embeichtag, Ebenweinachttag, mundartlich auch oewichtag, oewichentag. Der Vorabend, also der Silvesterabend des alten Jahres, findet sich entsprechend als Ebenwichabent, Ewigabend, Ebenweihnachtabent sowie mundartlich als oeuwen aubent in den Quellen. Am Ebenweihtag wurde früher das Fest der Beschneidung des Herrn (lat. Festum circumcisionis) gefeiert. Die Zählung als achter Tag beruht auf der römischen Zählweise, bei der für die Berechnung eines Zeitraums der Tag des jeweiligen Ereignisses (hier also der Weihnachtstag, 25. Dezember) mitgezählt wird.
Der Ebenweihtag fällt auch mit dem 1. Januar (Neujahr) zusammen. Die Festlegung des Jahresbeginns auf den 1. Januar erfolgte allerdings erst 1691 unter Papst Innozenz XII. Für Datumsangaben aus der Zeit vorher ist zu berücksichtigen, dass der 1. Januar nicht allgemein den Jahresbeginn bildete. Es gab auch Kalender, die den Neujahrstag an anderen Tagen, z. B. am Weihnachtstag, am 1. März oder mit Ostern, ansetzten. In diesen Zählungen hat der Ebenweihtag folglich die Jahreszahl des vorangegangenen Weihnachtsfestes.
Die Etymologie des Festnamens liegt noch weitgehend im Dunkeln. Im Bayerischen Wörterbuch von 1837 wird erwogen, dass die kürzere Form ê-wîhe die ältere sein könnte und ihr, an mittelhochdeutsch ê „Gesetz, Recht, Ehe“ orientiert, eine Bedeutung „Weihe von Recht und Religion durch die Beschneidungszeremonie“ zugewiesen. Nach anderen ist der Ebenweihtag „ebenso (hoch) geweiht“ wie der Weihnachtstag, das Geburtsfest Jesu Christi. Das Wort eben kann auch die Bedeutung von „gleich“ haben.